# Adorjan
Adorjan (izvirno srbsko Адорјан; madžarsko Adorján) je naselje v Srbiji, ki upravno spada pod Občino Kanjiža; slednja pa je del Severnobanatskega upravnega okraja.

## Demografija
V naselju, katerega izvirno (srbsko-cirilično) ime je Адорјан, živi 843 polnoletnih prebivalcev, pri čemer je njihova povprečna starost 37,4 let (36,2 pri moških in 38,7 pri ženskah). Naselje ima 408 gospodinjstev, pri čemer je povprečno število članov na gospodinjstvo 2,76.
To naselje je v glavnem madžarsko (glede na rezultate popisa iz leta 2002), a v času zadnjih treh popisov je opazno zmanjšanje števila prebivalcev.
|  |

| Demografija | Demografija     | Demografija     |
| Leto        | Št. prebivalcev | Št. prebivalcev |
| ----------- | --------------- | --------------- |
|             |                 |                 |
|             |                 |                 |
|             |                 |                 |
|             |                 |                 |
| 1948        | 1542            |                 |
| 1953        | 1504            |                 |
| 1961        | 1335            |                 |
| 1971        | 1236            |                 |
| 1981        | 1203            |                 |
| 1991        | 1158            | 1156            |
| 2002        | 1152            | 1128            |
|             |                 |                 |

| Etnična sestava po popisu iz leta 2002 | Etnična sestava po popisu iz leta 2002 | Etnična sestava po popisu iz leta 2002 | Etnična sestava po popisu iz leta 2002 | Etnična sestava po popisu iz leta 2002 |
| -------------------------------------- | -------------------------------------- | -------------------------------------- | -------------------------------------- | -------------------------------------- |
| Madžari                                | Madžari                                |                                        | 845                                    | 74,91%                                 |
| Romuni                                 | Romuni                                 |                                        | 191                                    | 16,93%                                 |
| Romi                                   | Romi                                   |                                        | 57                                     | 5,05%                                  |
| Srbi                                   | Srbi                                   |                                        | 5                                      | 0,44%                                  |
| Ukrajinci                              | Ukrajinci                              |                                        | 2                                      | 0,17%                                  |
| Muslimani                              | Muslimani                              |                                        | 1                                      | 0,08%                                  |
| Jugoslovani                            | Jugoslovani                            |                                        | 1                                      | 0,08%                                  |
| Neznano                                | Neznano                                |                                        | 0                                      | 0,0%                                   |